# Juan Carreño
Juan Carreño Lara, född den 14 augusti 1909 och död den 16 december 1940, var en mexikansk fotbollsspelare.
Carreño spelade hela sin karriär för CF Atlante och han spelade även i det mexikanska landslaget. Bland annat deltog han i det första världsmästerskapet i fotboll 1930 i Uruguay. Där gjorde han det första målet någonsin för Mexiko i VM och han blev även den femte spelaren någonsin att göra mål i VM.
Han dog 1940 endast 31 år gammal i en blindtarmsinflammation.